# Tails and the Music Maker
Tails and the Music Maker (яп. テイルスと音楽メーカー, Тейрусу То Онгаку Мека, укр. Тейлз і творець музики) — друга та остання відеогра серії Sonic the Hedgehog для гральної консолі Sega Pico. Вона була розроблена Novotrade International (пізніше перейменована на Appaloosa Interactive), і у вересні 1994 року випущена Sega в Північна Америка, а в кінці 1995 року вийшла в Японії та в Європі.
Як і більшість ігор для Sega Pico, Tails and the Music Maker призначена для дітей та розділена на п'ять мініігор. Її мета полягає в тому, щоб за допомогою головного героя гри — лиса Тейлза, — дати гравцям знання про темп, ритм та музичні інструменти.
Tails and the Music Maker сильно відрізняється від інших частин серії як в ігровому, так і візуальному плані. Проєкт одержав неоднозначні відгуки від ігрової преси. Попри незвичайний стиль геймплею, оглядачі критикували графіку та представлені мінігри.

## Ігровий процес

Скриншот четвертої мінігри. Гравець намагається зіграти прослухану ним мелодію

Tails and the Music Maker є навчальною грою з різними представленими мінііграми (звані сторінками). За допомогою «Magic Pen» або кнопок, гравці можуть керувати лисенятком Тейлзом. За допомогою стилусу необхідно натискати різні точки на кожній сторінці, тим самим активуючи мінігри. У Tails and the Music Maker немає жодної певної цілі, гравці можуть грати доти, доки їм не набридне.
Нижче наведено список мініігор, кожен з яких був на окремих сторінках.
- Сторінка 1. «Green Hill Zone» з гри Sonic the Hedgehog, який містить дві мінігри[3]. Перша схожа на платформер: гравець має провести Тейлза через три рівні. Можна змусити лиса стояти, крастися навшпиньки, бігти й стрибати. При кожному русі лиса використовується один із класичних музичних творів: «Canon in D» Йоганна Пахельбеля, «Scherzo» з «Midsummer Night's Dream» Фелікса Мендельсона і «Rondo Alla Turca» з «Sonata in A» Вольфганга Амадея Моцарта[1]. Друга гра — аналог «музичних стільців». Тейлз, разом із жабами, повинен стрибати з одного аркуша латаття на інший. Кольори листів також змінюються; коли музика зупиняється, лист червоного кольору тоне.

- Сторінка 2. Перша гра — пінбол на музичну тематику, з Тейлзом замість м'яча[4]. Амортизатори мають форму різних музичних інструментів, і при ударі видають ті самі звуки, які відтворюють інструменти, яких вони представляють. Щоб перейти на наступний рівень, гравець повинен торкнутися дзвона, розташованого у верхній частині дошки. У другій грі необхідно обвести дев'ять музичних нот, що скачуть, після чого гравець почує гаму[4].

- Сторінка 3. Включає одну гру — аналог Breakout. Гравець повинен за допомогою ракетки Тейлза зруйнувати стіну, що складається з музичних брусків[5].

- Сторінка 4. В одній із мініігор гравцеві потрібно прослухати звучання кількох музичних інструментів[6]. Після цього інструменти перемішуються і гравцеві потрібно асоціювати кожну музичну тему з правильним інструментом. В іншій грі необхідно вибрати одну з 12 пісень, а потім за допомогою підказок зіграти їх. Ці 12 мелодій охоплюють: «Twinkle Twinkle Little Star», «Farmer in the Dell», «Jingle Bells», «Cat and the Fiddle», «Mary Had a Little Lamb», «Three Blind Mice», «Pop Goes the Weasel», «Billy Boy», «Bicycle Built for Two», «Eensie Weensie Spider», «Hickory Dickory Dock», і «Row Row Row Your Boat»[7]. Гравцеві потрібно успішно зіграти три з них, щоб звільнити птаха, який сидить у клітці[6].

- Сторінка 5. Включає віртуальне піаніно з попередньої сторінки[7], і розмальовку з героями гри[8].

## Розробка та вихід гри
У розробці Tails and the Music Maker брала участь компанія Novotrade International, яка до цього не працювала над створенням будь-яких ігор серії Sonic the Hedgehog. Проєкт став другим у франшизі, випущений для ігрової приставки Sega Pico (після Sonic Gameworld). Tails and the Music Maker стала першою грою серії, головним героєм якої є лис Тейлз, а не головний персонаж франшизи Сонік. Проєкт значно відрізнявся від інших ігор серії Sonic the Hedgehog, як в ігровому, так і в графічному плані, і був спрямований насамперед на дитячу аудиторію. Оскільки гра була проєктом, який навчає музиці, до неї були включені відомі мелодії класичних композиторів.
Вперше Tails and the Music Maker була випущена на території Північної Америки у вересні 1994 року. 5 грудня 1995 року відбувся вихід гри в Японії, видавцем виступила компанія Imagineer. У тому ж році відбувся випуск в Європі.

## Оцінки та відгуки
Оглядач португальського сайту Power Sonic вважав, що Tails and the Music Maker схожа на ігри Mario Party від Nintendo та Wacky Worlds Creativity Studio, тільки вона дуже деталізована. На думку критика, гра не привабить багатьох людей, але вона залишається рідкісною грою серії Sonic the Hedgehog. Головним недоліком проєкту стала застаріла графіка.
На сайті AllGame гра Tails and the Music Maker була оцінена у 2,5 зірки з 5.